# Fusobacteriaceae
Fusobacteriaceae — родина бактерій ряду Fusobacteriales (єдиного ряду типу Fusobacteria). Представники — грам-негативні анаеробні паличкоподібні бактерії, багато з яких  — патогени або коменсали людини та інших тварин.